# Министерство юстиции Российской империи
Министерство юстиции Российской империи — центральное государственное учреждение Российской империи.

## История
Образовано согласно Манифесту об учреждении министерств Российской империи 8 (20) сентября 1802 года на основе Юстиц-коллегии, окончательное устройство определено в 1811 году. При учреждении должности министра юстиции в 1802 году ему было предписано на первое время руководствоваться инструкцией генерал-прокурора. В 1803 году был образован департамент Министра юстиции, и в том же году ему была подчинена комиссия составления законов, остававшаяся в его ведении до образования государственного совета. Министру юстиции вверено было наблюдение за правильностью действий всех судебных мест в империи, за исключением духовных, военных и морских.
С должностью министра юстиции было соединено звание генерал-прокурора Сената. На министре юстиции лежали прокурорские обязанности при верховном уголовном суде. В Министерстве юстиции были сосредоточены дела по назначению, передвижению и увольнению всех лиц судебного ведомства.
С введением в 1864 году Судебных уставов, министр юстиции получил новые обязанности в качестве главного начальника преобразованной прокуратуры. С 1870 года с Министерством юстиции было слито управление межевой частью. С введением положения о земских участковых начальниках, сосредоточившего многие функции как судебного управления, так и чисто судебные в ведомстве Министерства внутренних дел, круг ведомства министерства юстиции значительно сузился, но, с другой стороны, он был расширен законом от 13 декабря 1895 года, которым Главное тюремное управление было выделено из состава министерства внутренних дел и присоединено к министерству юстиции с присвоением министру юстиции звания президента общества попечительного о тюрьмах.
При министре юстиции состоял товарищ, пользующийся особыми правами.

## Структура
В состав министерства юстиции входили следующие установления:
- Консультация при министре юстиции
- Первый департамент. Согласно распределению, установленному законом 4 декабря 1895 г., сосредотачивал в себе дела законодательного характера, заведование статистической частью и издание ведомостей и справок о судимости, составление всеподаннейших отчетов, производство по судебным делам и по всеподданнейшим ходатайствам лиц осужденных, дела об обращении недвижимых имуществ в заповедные, дела герольдейские, переписку по сношениям русских судебных установлений с иностранными. При первом департаменте состояла комиссия по составлению местных запретительных книг; юрисконсультскую часть ведал, на правах вице-директора, старший юрисконсульт консультации, при министерстве юстиции учрежденной.
- Второй департамент. К предметам ведомства департамента принадлежали: дела, относящиеся до личного состава сената и судебных установлений; производство по ревизиям судебных мест и должностных лиц; заведование частями распорядительной, хозяйственной, бухгалтерской, контрольной, счетной, экзекуторской и т. п.; производство по делам, поступающим из первого и второго департаментов сената, а равно из первого общего его собрания, за исключением дел, подлежащих рассмотрению консультации. В состав второго департамента входит управление эмеритальной кассы ведомства министерства юстиции.
- Межевая часть.
- Московский архив министерства юстиции, находящийся под главным заведованием министра юстиции и состоящий в непосредственном заведовании управляющего.

В ведении Министерства юстиции состояли Императорское училище правоведения, Константиновский межевой институт и землемерные училища.
В 1895 году из Министерства внутренних дел в Министерство юстиции было передано Главное тюремное управление.
С 1896 году на содержание центрального аппарата Министерства юстиции отпускалось 312 750 руб. в год.
Министерство издавало ежемесячный «Журнал Министерства Юстиции» (1859—1868), возобновлённый в 1894 году.

## Адрес в Петербурге
Дворец Шувалова (Малая Садовая, 1/ Итальянская, 25) был построен в 1749—1756 годы архитектором С. И. Чевакинским. С 1802 по 1917 год здесь находилось Министерство юстиции Российской империи. Средняя часть здания министерства была построена в 1845—1849 годы. Первоначальный проект принадлежал Ф. И. Брауну (1844), осуществлял строительство Д. Е. Ефимов. В 1875—1877 в этом доме жил известный юрист А. Ф. Кони (1844—1927).